# Сова болотяна
Сова́ боло́тяна (Asio flammeus) — вид птахів роду вухаті сови (Asio) родини Совові ряду Совоподібні. В Україні осілий, кочовий птах. Раритетний вид птахів, занесений до Червоної книги України і ряду інших природоохоронних документів.

## Опис

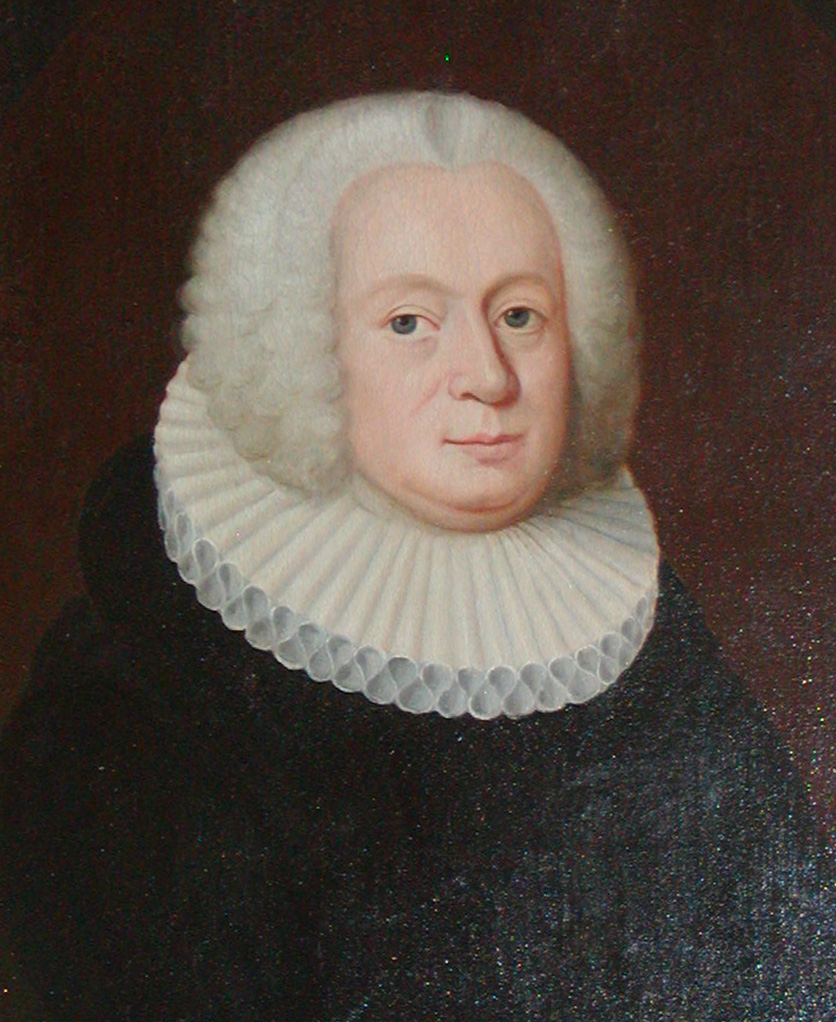
Ерік Понтоппідан (1698-1764, Копенгаген) — дослідник, що вперше описав цей вид сов

Птах середніх розмірів (трохи більший за голуба Columba livia), схожий на сову вухату. Забарвлення з домінуванням жовтуватих або вохристих тонів. Верх рудо-бурий, низ світлий з вузькими довгастими плямами (без поперечних штрихів). Низ грудей, черевце та підхвістя білі. «Вушка» дуже маленькі, ледь помітні (вночі їх притискає). Лицевий диск рудий, з ледве помітними бурими штрихами, чітко не обмежений, через що часто зливається. «Лице» витягнуте, на відміну від плоского лицьового диска сови вухатої. 
Очі жовті, з широкими чорними кругами довкола очей. Дзьоб темно-сірий або чорнуватий. Під дзьобом біле пір'я. Між очима білі валики у вигляді півмісяців. 
Самки більші за самців, зазвичай з густішими плямами. Маса самців сови болотяної — 0,23—0,39 кг, самок — 0,24—0,43 кг, довжина — 34—42 см, крило самців — 26,4—33,0 см, самок — 27,7—33,8 см, розмах — 84—112 см. 
Крила досить довгі, знизу світлі, з широкими білими полями, чорними плямами на згинах. У птаха в польоті крила зігнуті в кисті, однак кут згину достатньо тупий. Знизу на хвості 3 смуги і 1—2 прикриті. 
На відміну від багатьох інших сов часто полює вдень, зазвичай же в сутінках. Навесні при світлі заходу сонця можна побачити характерний шлюбний політ самця з різкими зниженнями і підйомами, крутими поворотами, з повільними і глибокими помахами крил, серіями ударів крилами перед собою в піке.

## Поширення

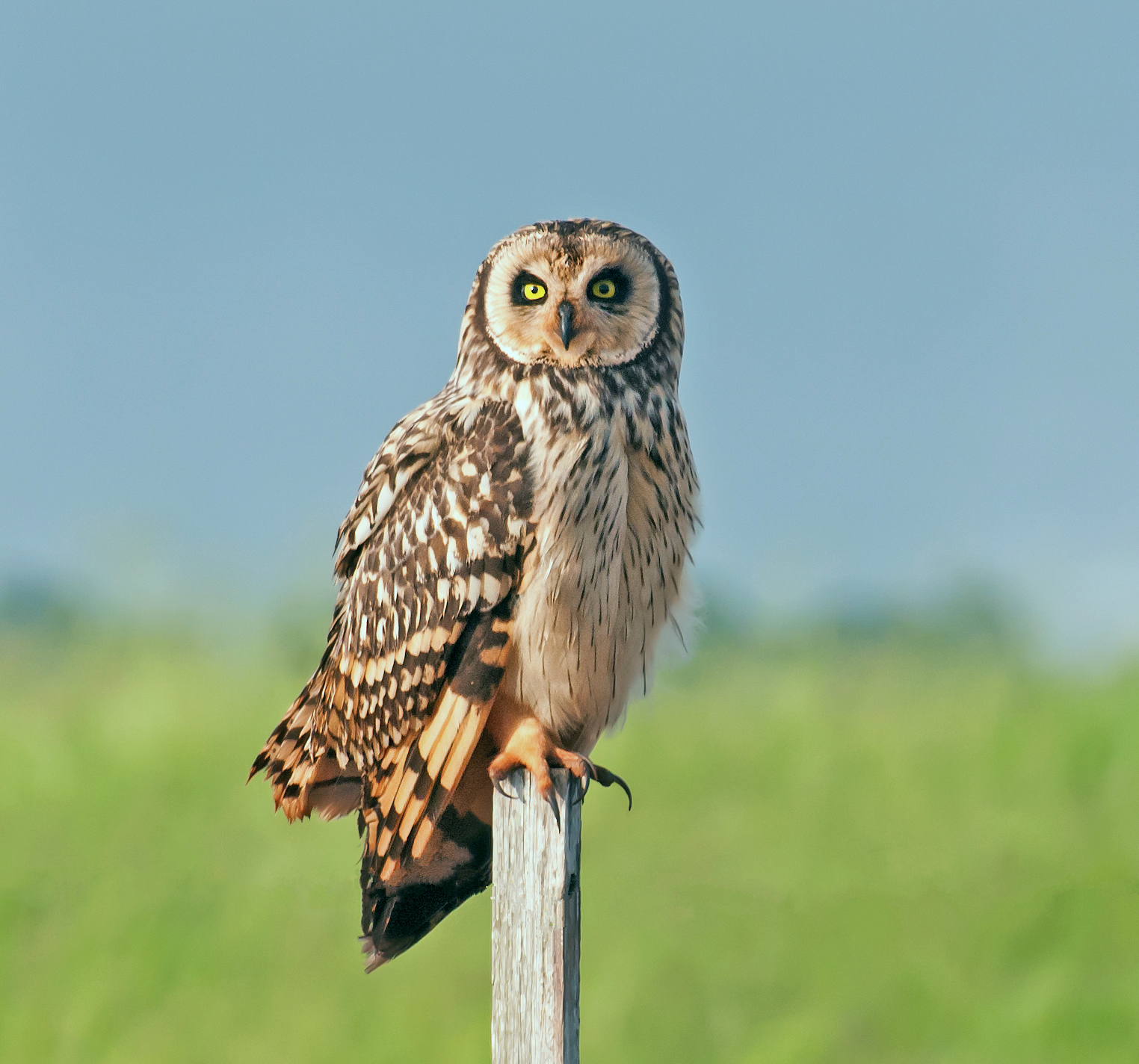
Сова болотяна на присаді (Бразилія)

Гніздовий ареал охоплює Північну Євразію, Північну Америку та частково Південну Америку. Болотяна сова — мешканець відкритих просторів, через що, найбільшої чисельності досягає в степах і тундрі. У степовій зоні максимальної чисельності досягає у високо-трав'яному степу, часто з солончаками. У сильно освоєних степах приурочена до цілинних ділянок балок і зарослих кропивою та лободою руїн поселень і літників. У горах гніздиться в гірських степах і тундрі, однак, в значно меншій кількості, ніж в їх рівнинних аналогах. У лісовій зоні тяжіє до річкових долин, де гніздиться на відкритих ділянках.

## Чисельність і причини її зміни
Загальна чисельність популяції виду в Україні точно не відома; ймовірно, вона становить 850–1700 пар. З 1960-х рр. відбувається значне зниження щільності гніздування. Відносно звичайним буває тільки у роки підйому чисельності основних видів жертв — мишоподібних гризунів. Скорочення чисельності спричиняють сільгоспроботи з використанням техніки, випасання худоби, випалювання рослинності у весняний період та безпосередній відстріл мисливцями.

## Гніздування

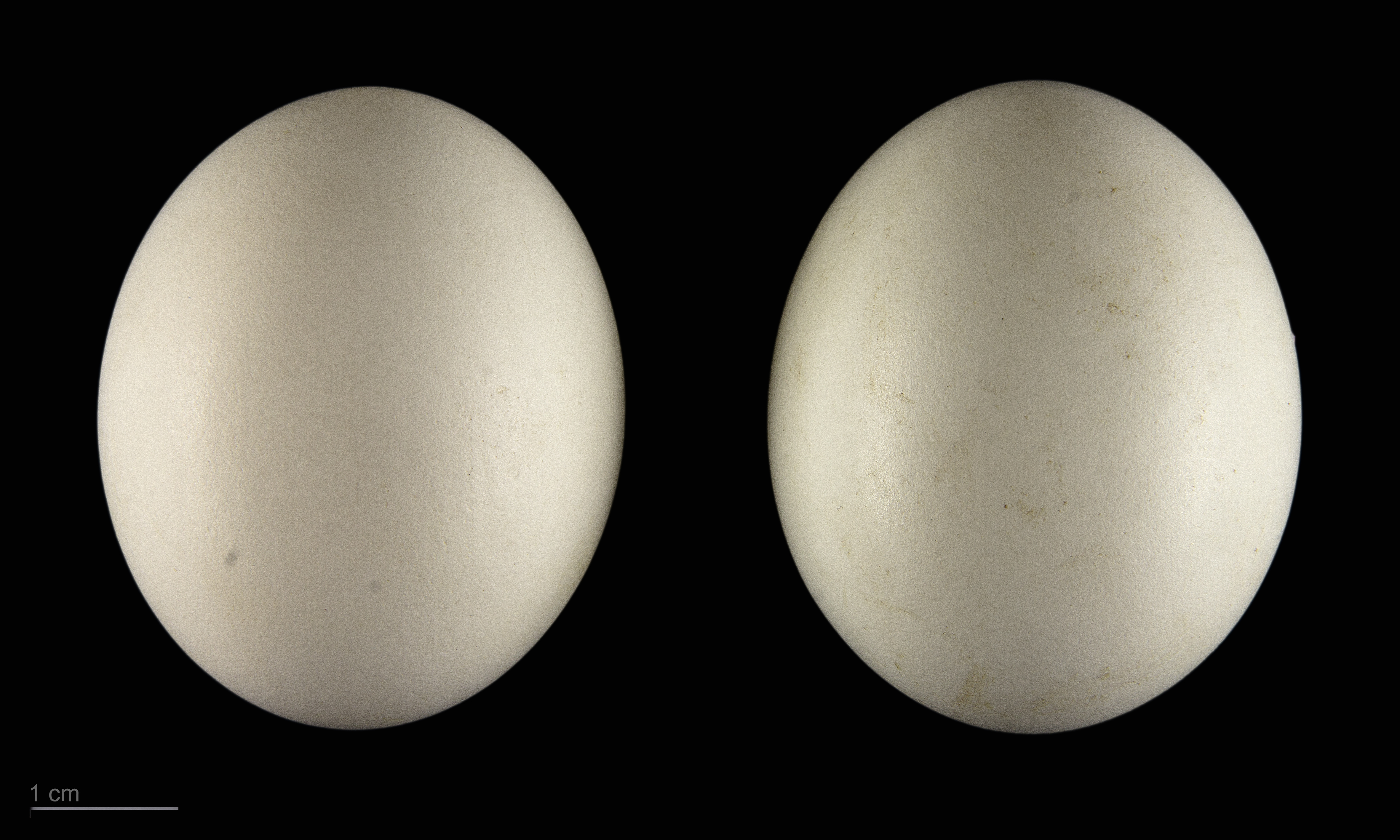
Яйця сови болотяної в оологічній колекції, Тулузький музей

Гнізда влаштовує виключно на землі. Гніздо розташовується серед високої трави або під прикриттям куща. Болотяна сова на відміну від інших сов зрідка самостійно будує гніздо. В залежності від зволоження ґрунту гніздо являє собою витоптаний в траві майданчик або ямку в ґрунті діаметром 20—50 см, глибиною 1—3 см або ж пухку плоску споруду, споруджену з декількох десятків стебел трав, діаметром 30—50 см, висотою 2—4 см і глибиною 1—2 см. В кладці від 4 до 10, частіше 5—6 круглястих яєць білого забарвлення.
Відстань між гніздами різних пар в густих гніздових угрупуваннях становить 200–800 м, в менш насичених — 0,8—3 км. В лісовій зоні, як правило, одна пара болотяних сов контролює одне поле або інший обмежений лісом відкритий простір, а тому, відстань між парами коливається від 3 до 10 км. Приблизно на такій же відстані гніздяться пари на заплавах рік.
Пташенята в першому пуховому вбранні білі з рожевим відтінком і сіруватим дзьобом. Довкола очей великі чорні поля. Між очима над наддзьобком чорне пір'я, обрамлене по боках вузькими білими смугами. Під дзьобом досить довга і вузька біла пляма. Дзьоб чорний. Пухові вушка відсутні.

## Охорона
Сова болотяна занесена до Червоної книги України, до Конвенції з міжнародної торгівлі вимираючими видами дикої фауни і флори (CITES) (Додаток ІІ) та Бернської конвенції (Додаток ІІ). 
На регіональному рівні в Україні вид занесений до Червоних книг/списків тварин Донецької, Запорізької, Луганської, Миколаївської, Сумської та Харківської областей, а також Українських Карпат і Криму. Як елемент біорізноманіття охороняється на кількох природоохоронних територіях країни.
Треба охороняти придатні для гніздування виду водно-болотні біотопи, проводити роз'яснювальну роботу серед мисливців.